# Nemegtonykus
Nemegtonykus (il cui nome significa "artiglio del Nemegt") è un genere estinto di dinosauro teropode alvarezsauride vissuto nel Cretaceo superiore (Campaniano-Maastrichtiano), in quella che oggi è la Formazione Nemegt, in Mongolia. Il genere contiene una singola specie, ossia N. citus, e rappresenta il secondo alvarezsauro ritrovato e descritto dalla Formazione di Nemegt, insieme a Mononykus.

## Scoperta
Nel 2008, la Spedizione Internazionale sui dinosauri coreana mongola presso il sito di Altan Uul III nel deserto del Gobi, ritrovò un sito in cui vi era una densa concentrazione di scheletri di teropodi. Alcuni di questi fossili appartenevano a Gobiraptor e a un altro oviraptoride ancora non descritto, mentre tre scheletri appartenevano ad Alvarezsauridae. Un esemplare, MPC-D 100/206, è stato identificato come cfr. Mononykus sp., mentre gli altri due rappresentavano una specie nuova per la scienza.
Nel 2019, la specie tipo Nemegtonykus citus è stata nominata e descritta da Lee Sungjin, Park Jin-Young, Lee Yuong-Nam, Kim Su-Hwan, Lü Junchang , Rinchen Barsbold e Khishigjav Tsogtbaatar. Il nome generico combina il luogo del ritrovamento, la Formazione Nemegt, con la parola greca ὄνυξ/onyx ossia "artiglio", analogamente a Mononykus. Il nome specifico, citus, significa "quello veloce" in latino.
L'olotipo, MPC-D 100/203, è stato ritrovato in uno strato della Formazione Nemegt (datata al tardo Campaniano-primo Maastrichtiano). L'olotipo consiste in uno scheletro parziale privo di cranio, e contiene sei vertebre dorsali, due vertebre sacrali, ventuno vertebre caudali, cinque costole, la cintura scapolare sinistra, l'osso pubico sinistro, parti di altre ossa pelviche, l'arto posteriore sinistro e la tibia destra. L'arto posteriore sinistro e la coda erano articolati. Le altre ossa erano associate tra di loro su di una piccola superficie.